# Ленгидропроект
«Ле́нгидропроект» — проектно-изыскательский институт, имеет организационно-правовую форму акционерного общества. Основной профиль деятельности — проектирование, контроль строительства и обследование гидротехнических сооружений, гидроэлектростанций, судоходных сооружений и предприятий.

## История
Основан в 1917 году, за 100 лет существования много раз претерпевал изменения наименований и реорганизаций деятельности. По проектам Ленгидропроекта и при его участии была осуществлена постройка, восстановление и реконструкция 62 гидроэлектростанций в России и восемнадцати в странах СНГ, спроектированы такие крупные гидроэнергетические объекты, как Саяно-Шушенская ГЭС, Красноярская ГЭС, Зейская ГЭС, Воткинская ГЭС, Чиркейская ГЭС.
Кроме проектирования советских и российских гидроузлов, осуществлял разработку проектов девяти гидроэлектростанций за рубежом, консультирование профильных строек в Индонезии, Вьетнаме, Пакистане, Иране, Турции, Танзании, Анголе, Нигерии, Бразилии, Чили, Мексике, Греции, странах бывшей Югославии и других.
С 1990-х годов по 4 декабря 2007 года входил в состав подразделения «РАО ЕЭС» ОАО «Инженерный центр ЕЭС» в качестве Филиала «Институт Ленгидропроект». После реорганизации холдинга «РАО ЕЭС» с 4 декабря 2007 года институт начал носить современное наименование, а 1 августа 2008 года был выделен в состав ОАО «РусГидро», который владеет 100 % акций этой организации.

## Современное состояние
В настоящее время проектный институт выполняет полный комплекс проектно-изыскательских работ по объектам гидроэнергетики и других специализированных гидросооружений. Общество выполняет функции генерального проектировщика в области гидроэнергетики в составе ПАО «РусГидро».